# Bacteris vermells del sofre
Els bacteris vermells del sofre (coneguts també com bacteris porpres del sofre) són un grup de proteobacteris fotosintètics anaerobis o microaeròfils (és a dir, que requereixen concentracions d'oxigen menors de la que hi ha a l'atmosfera) que es troben principalment en ambients com ara fonts termals, aigües estancades, llacs estratificats o tapets microbians. A diferència de les plantes, de les algues i dels cianobacteris, en la fotosíntesi no fan servir aigua com a agent reductor; per tant, no produeixen oxigen (fotosíntesi anoxigènica). En lloc d'aigua (H₂O) usen sulfur d'hidrogen (H₂S), que en oxidar-se produeix grànuls de sofre elemental, que es pot tornar a oxidar produint àcid sulfúric.
La seva fotosíntesi anoxigènica (i cíclica) utilitza bacterioclorofil·la, bacteriofeofitina (sense Mg+2), coenzim Q (el NADH + H entra en un flux invers d'electrons), citocrom bc1, citocrom c2 fins P870, que s'excita amb fotons infrarojos i vermells. Viuen també en la columna d'aigua i en el metalímnion. A més, tenen carotenoides i no tenen ficobiliproteïnes.
Els bacteris vermells del sofre es distribueixen en dues famílies, Chromatiaceae i Ectothiorhodospiraceae, que produeixen grànuls de sofre interns i externs, respectivament, i presenten diferències en l'estructura de les seves membranes internes. Pertanyen a l'ordre Chromatiales, que s'inclou en la subdivisió Gammaproteobacteria. El gènere Halothiobacillus també s'inclou en Chromatiales, en la seva pròpia família, però no és fotosintètic.
Quant a la seva morfologia, poden ser bacils, com ara Chromatium, Halochromatium o Rhabdochromatium; cocs, com ara Thiocapsa o Thioflavicoccus, o espirils, com ara Thiospirillum. Alguns gèneres poden tenir forma de vibrió o d'espiril, com ara Thiorhodospira.
Els bacteris vermells del sofre es troben generalment a les zones anòxiques i il·luminades dels llacs i d'altres hàbitats aquàtics on el sulfur de l'hidrogen s'acumula i també a fonts sulfuroses, on el sulfur d'hidrogen d'origen geoquímic o biològic pot desencadenar el creixement massiu (bloom o floració) d'aquests bacteris. Necessiten viure en condicions anòxiques per a dur a terme la fotosíntesi perquè l'oxigen molecular impedeix la síntesi dels pigments. Hi ha algunes espècies de cromatiàcies que poden créixer a les fosques com a organòtrofs o quimiolitòtrofs amb concentracions baixes d'oxigen. Podria ser una estratègia metabòlica per sobreviure en ambients que s'oxigenen de manera intermitent.
Els llacs meromíctics (en els quals les capes d'aigua no es barregen) són els més favorables per al desenvolupament dels bacteris vermells del sofre. Són llacs que sovint s'estratifiquen perquè tenen aigua (generalment salina) més densa en el fons i menys densa (generalment aigua dolça) més a prop de la superfície. També són components destacats dels tapissos microbians.
El bacteris vermells del sofre es troben també en ambients extrems pel que fa a temperatura (fred i calor), acidesa, alcalinitat i salinitat. Per exemple, Thermochromatium tepidum pot proliferar fins als 57 °C i Halochromatium i Thioalocapsa tenen un òptim de salinitat per damunt del 20 per cent de NaCl.